# Mijnatun
Mijnatun (en arménien Միջնատուն ; anciennement Kuruboghaz puis Ortatchya) est une communauté rurale du marz d'Aragatsotn, en Arménie. Elle compte 287 habitants en 2009.